# 长江漂流事件
长江漂流事件，是1986年在青海省长江源頭至四川川邊河段的漂流競賽，造成9名中國人、1名美國人死亡。原先只有美国漂流運動員率領「中美联合探险队」一隊探險，意外引起兩隊中國業餘者「不能讓洋人成為第一個長江漂流者」而參與「競賽」，業餘者9死。
长江漂流在1980年代被視為中國愛國主義運動，一度與1981－86年女排五連冠（尤其1984年奧運女排金牌）相提並論，然而漂流很快被遺忘。央視1988年播出的紀錄片《河殤》對长江漂流和後續的黃河漂流有強烈反思，約有2－3億中國觀眾收看。此事件是中國有史以來第二嚴重的戶外運動事故，僅次於2021年的黄河石林百公里越野赛事故。

## 背景
1985年6月，尧茂书在长江漂流，在7月24日因金沙江浪急导致触礁而死。1985年9月，《四川日报》刊发《长歌祭壮士》，第一次详细记录尧茂书的漂流遇险，自此长江漂流引发中国大陆的关注。

## 经历

### 中美联合长江漂流队
1983年，美国职业漂流運動員肯·沃伦（Ken Warren）和妻子简·沃伦（Jan Warren）来到中国，想到长江漂流。由于在中国办理漂流探险手续相当复杂，肯·沃伦联系到一个姓林的美籍华人委托其办理相关手续。当漂流队全体队员和数吨物资器材抵达香港，发现无人接机，肯·沃伦才知道受骗，漂流队因此就地解散。
后来肯·沃伦到中国国家体委旗下的中国体育服务公司寻求漂流长江的许可，中国体育服务公司开价80万美元。到1985年年底，沃伦夫妇仍未筹够80万美金，因此中国体育服务公司降到30万美元，后双方签订合同，中美联合长江漂流将在1986年7月初开始，从长江源头一直漂到宜宾，全程预计2个半月。该漂流队被称为“中美联合长江漂流探险队”（下称中美队）。
“中美联合长江漂流探险队”共27人，美国方20人，6人进行水上探险，14人为后勤、医生、史学家和电视报道人员。中国方7人，3名进行水上探险，另4人为翻译和记者。但在漂流途中，中方和美方成员因漂流态度、食品和划船水平的原因双方产生分歧，最终未完成漂流。
- 7月21日，中美队从长江源头下水。
- 7月28日，中美队抵达设在沱沱河大桥附近的大本营。
- 7月31日，中美队分乘七条漂流船从沱沱河大桥下水。
- 8月3日，美方摄影师大卫·西皮（David Shippee）因高山反应引起肺水肿病逝，葬于通天河畔，时年28岁。
- 8月16日，由于中方和美方的分歧，在青海玉树州，美方三名桨手和一名医生离开漂流队返回美国。
- 8月17日，中美队9人分乘4艘漂流艇从直门达下水，开始金沙江漂流。
- 9月2日，中美队3艘橡皮艇在白玉县境内盖玉乡叶巴灘近被礁石划破，无法前进。
- 9月9日，中美队11名队员在四川巴塘与救援队汇合。
- 9月13日下午，肯·沃伦在四川巴塘宣布中美队漂流结束。

### 洛阳漂流队
洛阳漂流队（下称洛阳队）由民间自发组成，成员多数来自洛阳市委和市政府大院，漂流队中没有成员进行过漂流。洛阳队除部分水段外完成长江漂流。
- 5月，洛阳漂流队隐瞒家人、躲开体育局的堵截，踏上去西宁的火车。
- 6月24日，洛阳队到达唐古拉山镇沱沱河沿。
- 三周后，洛阳队通过漂流到达玉树。
- 7月24日，在卡岗附近，洛阳队被长江队队员呼叫上岸，与科漂队汇合。下午5时，科漂队的王岩、孔志毅和洛阳队的张军、杨红林乘座碉堡形状的密封船漂过卡岗。
- 7月25日，洛阳队和科漂队使用密封船捆绑橡皮船闯滩，其中7人落水，橡皮船上5人被找到，密封船上，科漂队的孔志毅失踪。
- 8月13日，巴塘县宴请洛阳队，洛阳队由于得知中美队已过玉树，因此在8月17日，洛阳队乘卡车前往虎跳峡。
- 9月10日，洛阳队两人上船，当天冲过上虎跳，舱门连接处撕破。
- 9月12日，洛阳队郎保洛和孙志岭上船在中虎跳进行漂流，下水后第一个大浪导致密封船撕裂，孙志岭失踪。
- 9月16日，郎保洛获救。
- 由于虎跳峡受阻，洛阳队派一队人乘汽车到武汉下水漂流，11月12日，洛阳队进入上海吴淞口，完成长江漂流。

### 中国长江科学考察漂流探险队
中国长江科学考察漂流探险队（下称“科漂队”）主要由中科院成都地理研究所科研人员組成，無漂流經驗。由队长王岩（集美航海专科学校1983年屆畢業生）、副队长何平，队员孔志毅、李大放、兰为可、颜柯、杨勇、杨斌、周洪京和冯春组成，漂流队中没有成员进行过漂流。科漂队除部分水段外完成长江漂流。
- 7月19日下午4时50分，分乘“攀钢”号和“前卫号”橡皮船从青海省玉树州的直门达大桥左岸下水，开始长江漂流。
- 7月20日，科漂队通过通伽峡乱石滩。
- 7月21日，科漂队通过仁果西，但在度过卡松渡时遭遇险情，绝大部分物资装备和食品被江水冲走。
- 7月24日，在卡岗附近，科漂队被岸上接应队员呼叫上岸，与洛阳队汇合。“攀钢号”橡皮艇在解绑途中被江水冲走。
- 7月25日，洛阳队和科漂队闯滩时7人落水，洛阳队的张军、杨红林失踪。
- 在洛阳队乘卡车前往虎跳峡时，科漂队也前往虎跳峡进行漂流。
- 在洛阳队前往武汉后，科漂队开始强调“漂流长江要一寸不落”，派人去补漂在四川、云南跳过的4段江段，其中在莫丁险滩，进行漂流的3名队员全部遇难。
- 9月13日，科漂队随队记者万明被飞石击中头部后去世。
- 11月25日下午2时30分，科漂队队友驾着两艘橡皮艇漂至长江入海口附近的横沙岛，完成长江漂流。

## 事后

### 洛阳队
1987年，洛阳队部分队员参与黄河漂流。

### 中美队
在玉树离开的队员回到美国接受采访，将肯·沃伦描述成一个恶魔。因为大卫·西皮的死，美国对长江漂流的报道绝大多数是负面。
肯·沃伦回到美国后，遭受大卫·西皮家人的起诉。1990年2-6月期間，肯·沃伦赢得全部6场官司。1991年2月23日，肯·沃伦在波特蘭郊區住宅因心脏病发死亡，享年63岁，妻子简·沃伦當時接受美聯社訪問時表示肯·沃伦仍打算在該年內發起第三次嘗試，以完成整個長江漂流。

## 遇难人员
在长江漂流事件中共有10人遇难，中方9人均為翻船導致溺水或撞石死亡，美方1人為高山反應病死。
| 姓名      | 所属队伍 | 身份                                                        | 死亡日期       | 死因                                                 | 年龄 |
| --------- | -------- | ----------------------------------------------------------- | -------------- | ---------------------------------------------------- | ---- |
| 孔志毅    | 科漂队   | 原中国人民解放军总后勤部青藏兵站59035部队营职干部           | 1986年7月27日  | 在漂流长江上游金沙江段叶巴滩时，翻船遇难。           | 33岁 |
| 杨红林    | 洛阳队   | 原洛阳市公交公司职工                                        | 1986年7月27日  | 在漂流长江上游金沙江段叶巴滩时，翻船遇难。           | 32岁 |
| 张军      | 洛阳队   | 原洛阳五三七厂职工                                          | 1986年7月27日  | 在漂流长江上游金沙江段叶巴滩时，翻船遇难。           | 35岁 |
| 大卫·西皮 | 中美队   | 原美国《Idaho Statesman》報攝影記者，受僱於團隊紀錄這次漂流 | 1986年8月3日   | 在漂流长江上游通天河段时，因高山反应引发肺水肿病逝。 | 28岁 |
| 孙志岭    | 洛阳队   | 原洛阳机务段职工                                            | 1986年9月12日  | 在漂流长江上游金沙江段中虎跳峡时，翻船遇难。         | 35岁 |
| 万明      | 科漂队   | 原四川《青年世界》杂志社记者，随队记者                      | 1986年9月13日  | 在长江上游金沙江段中虎跳峡采访途中，被飞石击中头部。 | 23岁 |
| 雷志      | 洛阳队   | 原金沙江水运局工人                                          | 1986年10月14日 | 在漂流长江上游金沙江段白鹤滩时，被漩涡卷入江底。     | 24岁 |
| 杨前明    | 科漂队   | 原成都色织染整厂设计师                                      | 1986年11月19日 | 在漂流长江上游金沙江段扎木滩时，翻船遇难。           | 32岁 |
| 王建军    | 科漂队   | 原中国科学院成都地理所干部                                  | 1986年11月19日 | 在漂流长江上游金沙江段扎木滩时，翻船遇难。           | 33岁 |
| 王振      | 科漂队   | 原中国科学院成都地理所干部                                  | 1986年11月19日 | 在漂流长江上游金沙江段扎木滩时，翻船遇难。           | 29岁 |

## 纪念
1986年12月14日，中华人民共和国民政部以1986年12月22日以［86］民优函第312号文，同意批准长江漂流中遇难的王建军、王振、杨前明、尧茂书、万明为革命烈士，孔志毅由中国人民解放军总后勤部批准为革命烈士。
2013年6月，长江漂流纪念馆正式开馆后，成为建川博物馆开放的第24座场馆。

## 影视作品
2016年9月27日，瑞格娱乐获得长江漂流的文字作品《Riding the Dragon's Back–The Great Race to Run the Wild Yangtze》的改编权，戢二卫和Jamie Lai将担任这部电影的制片人，该片将由中国和美国班底联合制作，预计2017年开拍。